# Wolf Henzler

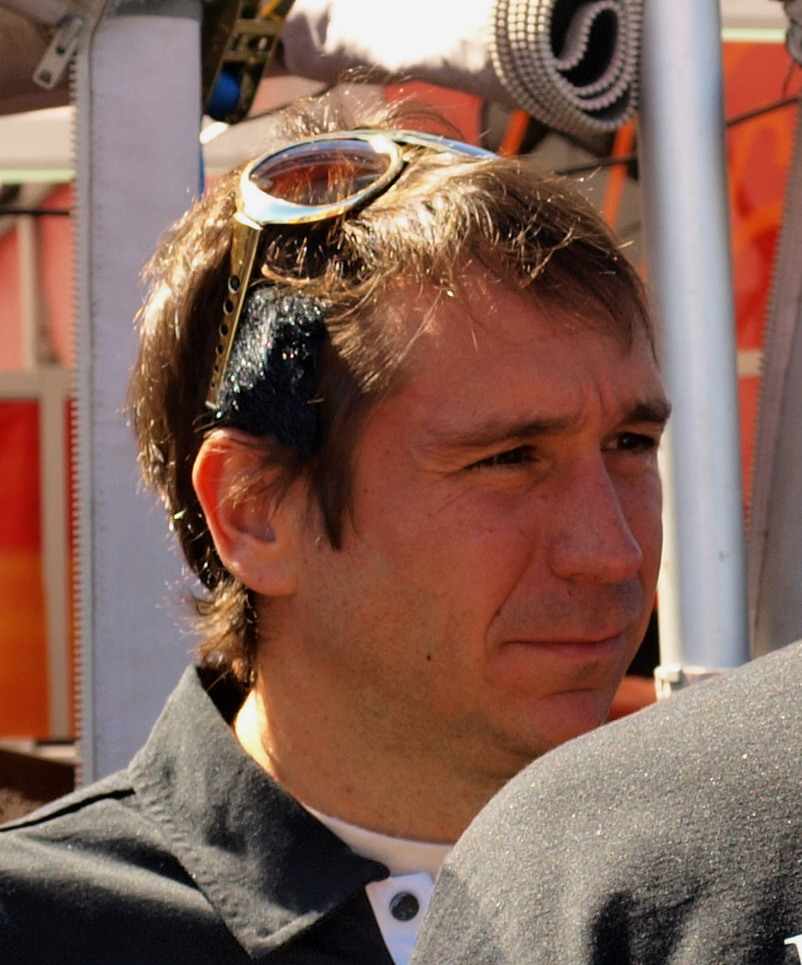
Wolf Henzler beim Petit Le Mans 2008

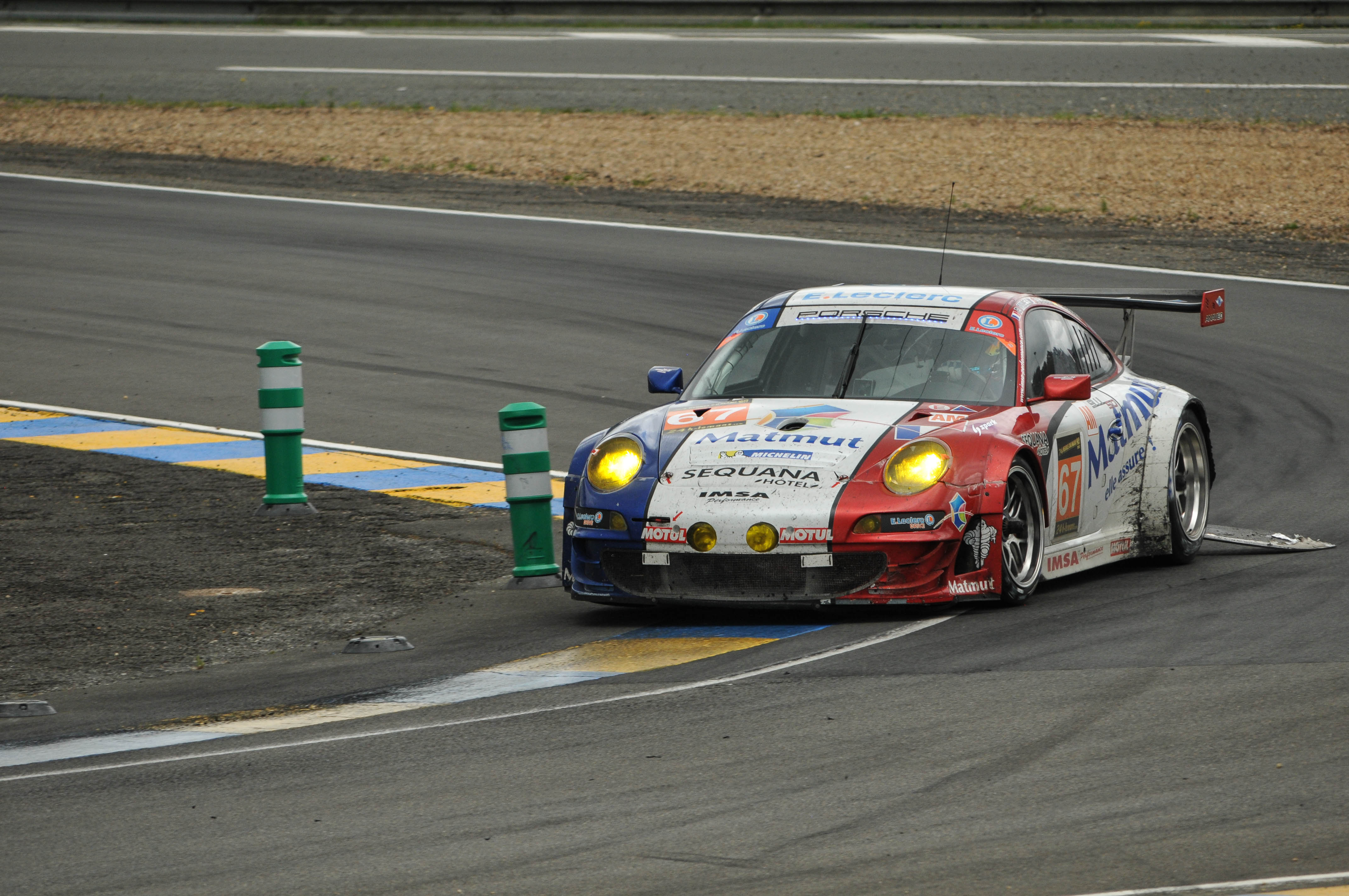
Der von Wolf Henzler gefahrene Porsche 997 GT3-RSR beim 24-Stunden-Rennen von Le Mans 2013

Wolfgang „Wolf“ Henzler (* 5. April 1975 in Nürtingen) ist ein deutscher Automobilrennfahrer. Er ist der Neffe von Helmut Henzler.

## Karriere

### Kart- und Formelsport
Wolf Henzler stieg Anfang der 1990er Jahre in den professionellen Motorsport ein und fuhr zwei Jahre Kart. 1992 und 1993 fuhr er in der Formel BMW Junior und belegte zum Jahresende 1993 den vierten Platz. Ein Jahr später wechselte er zur Formel Opel und beendete die Saison mit Rang fünf. Von 1994 bis 1998 startete er mit Dallara- und Martini-Rennwagen in der Deutschen Formel-3-Meisterschaft. Ab 1996 fuhr er dort mit dem Team Josef Kaufmann Racing. In seiner letzten Formel-3-Saison wurde er Dritter in der Gesamtwertung. Beim Formel-3-Rennen 100 Meilen von Hockenheim ging er von 1996 bis 1998 an den Start und wurde 1997 und 1998 Zweiter. Beim Formel-3-Grand-Prix von Monaco fuhr er 1996 und 1997. Im letzten Jahr erreichte er den zweiten Platz.
In der Saison 1999 fuhr er in der Internationalen Formel-3000-Meisterschaft. Danach wechselte er in der GT-Motorsport und trat in den Porsche-Markenpokalen Porsche Supercup und Porsche Carrera Cup Deutschland an.

### GT-Motorsport
Im Supercup fuhr er von 2000 bis 2004 und im Carrera Cup von 2001 bis 2004. Seine beste Cup-Saison war 2004, in der er den Meistertitel im Supercup und den Vize-Meistertitel im Carrera Cup gewann. Ein Jahr zuvor wurde Henzler bereits Zweiter im Supercup. Nach seinen Einsätzen in den Porsche-Markenwettbewerben, startete er in unterschiedlichen internationalen Rennserien in Europa, in Nordamerika und in Asien – davon 2008 bis 2018 als Porsche-Werksfahrer.
In der FIA-GT-Meisterschaft trat er zweimal an. 2001 zu einem Rennen mit einem Porsche 911 GT3 R (Typ 996) in der NGT-Wertung und 2008 noch einmal mit einem Porsche 911 GT3 RSR (Typ 997) in der GT2-Wertung.
Von 2004 bis 2013 fuhr er für verschiedene Teams in der GT- und GT2-Klasse der American Le Mans Series. Dort platzierte er sich im GT-Klassement mehrmals unter den Top 10. Seine größten Erfolge waren 2008 der Gesamtsieg auf einem Porsche 911 GT3 RSR (Typ 997) zusammen mit Jörg Bergmeister für das Team Flying Lizard Motorsports und ein Jahr später der dritte Platz mit dem Team Farnbacher Loles Racing.
In der SPEED World Challenge bzw. der später Pirelli World Challenge genannten Serie trat er 2004 bis 2006, 2017 und 2018 an. In der Saison 2018 erzielte er für Pfaff Motorsports auf einem Porsche 911 GT3 R (Typ 991) mit dem dritten Rang seine beste GT-Gesamtplatzierung. Von 2005 bis 2012 fuhr er in der GT-Wertung der Grand-Am Rolex Sports Car Series. Sein bestes Gesamtergebnis erzielte er 2006 auf einem Porsche 911 GT3 Cup (Typ 997) mit dem dritten Platz. Für das Team Autorlando Sport trat er 2008 und 2010 zu einigen Läufen in der Italienischen GT-Meisterschaft an und wurde in beiden Jahren jeweils 22. in der Gesamtwertung.
In der Asian Le Mans Series fuhr er nur eine Saison 2009 für das Team Felbermayr-Proton. Diese beendete er mit einem Porsche 911 GT3 RSR (Typ 997) auf dem vierten Rang in der LMGT2-Wertung. In Europa startete Henzler 2011, 2013 und 2016 in der Le Mans Series (LMS) bzw. in der ab 2013 umbenannten European Le Mans Series (ELMS). Dort erreichte er 2016 auf einem Porsche 911 RSR (Typ 991) für Proton Competition mit dem vierten Platz in der GTE-Wertung sein bestes Ergebnis.
In der FIA-Langstrecken-Weltmeisterschaft (WEC) trat er von 2012 bis 2017 für verschiedene Teams in der LMGTE-Wertung an. Zumeist fuhr er in der Saison nur einzelne Rennen – außer 2016, in der er bei allen Rennen zusammen mit Christian Ried antrat und den fünften LMGTE Am-Gesamtplatz erreichte. Von 2014 bis 2018 fuhr er in der Tudor United SportsCar Championship bzw. der nachfolgenden Rennserie IMSA WeatherTech SportsCar Championship. Sein bestes Gesamtresultat, einen siebten Platz in der GTLM-Klasse, erreichte er 2015 mit einem Porsche 911 RSR (Typ 991) von Team Falken Tire. In der Intercontinental GT Challenge startete er 2017 in einem Rennen mit einem Porsche 911 GT3 R und wurde 13. in der Jahresendwertung.
2019 ging er für das Team Alegra Motorsports mit einem Porsche 911 GT3 R in der Pro-Wertung der Blancpain GT World Challenge America an den Start und belegte zum Saisonende den sechsten Rang. In der Saison 2021 startet er im Michelin Le Mans Cup für PZ Oberer Zürichsee by TFT.

### Langstreckenrennen
Wolf Henzler ging zwischen 2005 und 2018 regelmäßig in Langstreckenrennen an den Start. Beim 24-Stunden-Rennen von Le Mans startete er insgesamt acht Mal und konnte dort 2010 mit dem LMGT2-Klassensieg auf einem Porsche 911 GT3 RSR (Typ 997) für Team Felbermayr Proton seinen größten Erfolg feiern.
In den USA fuhr er zwischen 2005 und 2017 mehrfach beim 24-Stunden-Rennen von Daytona und beim 12-Stunden-Rennen von Sebring. In Daytona gewann er zweimal den Klassensieg in der GT- bzw. GT2-Klasse. Bereits 2005 wurde er mit Farnbacher Racing USA auf einem Porsche 911 GT3 R (Typ 996) Zehnter in der Gesamtwertung und GT-Klassensieger. 2011 konnte er mit dem GT2-Klassensieg auf einem Porsche 911 GT3 RSR (Typ 997) für das US-Rennteam TRG wiederholen.
In Sebring gewann er 2008 mit dem Team Flying Lizard Motorsports auf einem Porsche 911 RSR (Typ 997) in der GT2-Klassenwertung. Beim 24-Stunden-Rennen auf dem Nürburgring trat er zwischen 2009 und 2018 regelmäßig an. 2009 wurde er mit Manthey Racing auf einem Porsche 911 GT3 Cup Zweiter in der SP9 GT3- und Dritter in der Gesamt-Wertung. 2015 erreichte er mit einem Porsche 911 GT3 R (Typ 997) für das Team Falken Motorsports den dritten Platz in der SP9-Wertung. 2010 gewann er zusammen mit Romain Dumas, Jörg Bergmeister und Martin Ragginger das 24-Stunden-Rennen von Spa-Francorchamps, das auch als FIA GT2 European Cup ausgeschrieben wurde, für das Team BMS Scuderia Italia.

## Statistik

### Le-Mans-Ergebnisse
| Jahr | Team                    | Fahrzeug            | Teamkollege             | Teamkollege         | Platzierung             | Ausfallgrund    |
| ---- | ----------------------- | ------------------- | ----------------------- | ------------------- | ----------------------- | --------------- |
| 2008 | Team Felbermayr-Proton  | Porsche 997 GT3-RSR | Horst Felbermayr senior | Alex Davison        | Rang 27                 |                 |
| 2009 | Team Felbermayr-Proton  | Porsche 997 GT3 RSR | Marc Lieb               | Richard Lietz       | Ausfall                 | Elektronik      |
| 2010 | Team Felbermayr-Proton  | Porsche 997 GT3 RSR | Marc Lieb               | Richard Lietz       | Rang 11 und Klassensieg |                 |
| 2011 | Team Felbermayr-Proton  | Porsche 997 GT3 RSR | Marc Lieb               | Richard Lietz       | Rang 16                 |                 |
| 2012 | Team Felbermayr-Proton  | Porsche 997 GT3 RSR | Marc Lieb               | Richard Lietz       | Ausfall                 | Getriebeschaden |
| 2013 | IMSA Performance Matmut | Porsche 997 GT3 RSR | Pascal Gibon            | Patrice Miles       | Rang 33                 |                 |
| 2015 | Porsche Team Manthey    | Porsche 911 RSR     | Patrick Pilet           | Frédéric Makowiecki | Ausfall                 | Wagenbrand      |
| 2016 | KCMG                    | Porsche 911 RSR     | Christian Ried          | Joël Camathias      | Rang 41                 |                 |

### Sebring-Ergebnisse
| Jahr | Team                      | Fahrzeug            | Teamkollege      | Teamkollege      | Platzierung             | Ausfallgrund     |
| ---- | ------------------------- | ------------------- | ---------------- | ---------------- | ----------------------- | ---------------- |
| 2006 | J3 Racing                 | Porsche 996 GT3-RS  | Tim Sugden       | Jim Matthews     | Ausfall                 | Kraftübertragung |
| 2007 | Tafel Racing              | Porsche 997 GT3 RSR | Robin Liddell    | Patrick Long     | Rang 15                 |                  |
| 2008 | Flying Lizard Motorsports | Porsche 997 GT3 RSR | Jörg Bergmeister | Marc Lieb        | Rang 12 und Klassensieg |                  |
| 2009 | Farnbacher Loles Racing   | Porsche 997 GT3 RSR | Richard Lietz    | Dirk Werner      | Rang 14                 |                  |
| 2010 | Team Falken Tire          | Porsche 997 GT3 RSR | Bryan Sellers    | Patrick Pilet    | Rang 27                 |                  |
| 2011 | Team Falken Tire          | Porsche 997 GT3 RSR | Bryan Sellers    | Martin Ragginger | Ausfall                 | Getriebeschaden  |
| 2012 | Team Falken Tire          | Porsche 997 GT3 RSR | Bryan Sellers    | Martin Ragginger | Rang 36                 |                  |
| 2013 | Team Falken Tire          | Porsche 997 GT3 RSR | Bryan Sellers    | Nick Tandy       | Rang 17                 |                  |
| 2014 | Team Falken Tire          | Porsche 911 GT3 RSR | Bryan Sellers    | Marco Holzer     | Rang 16                 |                  |
| 2015 | Team Falken Tire          | Porsche 911 GT3 RSR | Bryan Sellers    | Patrick Long     | Rang 12                 |                  |